# Psilopora
Psilopora là một chi bướm đêm thuộc họ Geometridae.